# Kuribayashi Tadamichi
Kuribayashi Tadamichi (栗林 忠道 Tadamichi Kuribayashi, Lật Lâm Trung Đạo) (7 tháng 7 năm 1891 tại Nagano, Nhật Bản– 27 tháng 3 năm 1945 tại Iwo Jima, Nhật Bản) là vị tướng người Nhật Bản, nổi tiếng qua trận Iwo Jima trong Thế chiến thứ hai khi ông chỉ huy 21.000 lính Nhật chống lại cuộc tấn công của hơn 100.000 quân Mỹ để bảo vệ đảo Iwo Jima. Kết quả trận đánh, Iwo Jima trở thành nơi duy nhất trên Thái Bình Dương mà quân Mỹ đổ bộ có thương vong vượt hơn cả phía Nhật. Kuribayashi cũng chết sau thất bại của quân Nhật trong trận này và xác của ông đã không bao giờ được tìm thấy.

## Tiểu sử

### Trước Thế chiến thứ hai
Tổ tiên của Kuribayashi thuộc tầng lớp chiến binh samurai. Ông sinh ra trong một gia đình samurai cấp thấp tại quận Hanishina, tỉnh Nagano. Theo tác giả Kakehashi Kumiko, gia tộc Kuribayashi đã sinh sống tại quận này từ thế kỷ XV. Mặc dù ông có ý định trở thành một nhà báo nhưng giáo viên trung học của ông đã thuyết phục ông gia nhập Quân đội Đế quốc Nhật Bản.

Kuribayashi học trung học tại trường trung học Nagano. Phó Đô đốc Kaneko, người học chung với Kuribayashi tại đây, đã nhận xét về Kuribayashi như sau 
"Anh ấy đã tổ chức một cuộc bãi khóa chống lại nhà trường và suýt bị đuổi học về vấn đề tóc tai. Khi còn ở tuổi đó, anh ấy đã thể hiện mình là một người giỏi về văn, thơ. Anh ấy là một người trẻ cực kỳ say mê văn học."
Kuribayashi tốt nghiệp trường trung học tại Nagano năm 1911 và Trường Sĩ quan Lục quân vào năm 1914, nơi ông được đào tạo chuyên về kỵ binh. Năm 1918, ông tiếp tục theo học Trường Kỵ binh Lục quân. Năm 1923, ông tốt nghiệp Đại học Lục quân với điểm số rất tốt nên vinh dự được nhận một thanh gươm từ chính tay Thiên hoàng Đại Chính. Kuribayashi kết hôn với Yoshie Kuribayashi vào tháng 12 năm đó. Gia đình ông có ba người con gái và một người con trai.
Kuribayashi trở thành tùy viên quân sự tại Washington DC năm 1928. Ông đã đi vòng quanh Hoa Kỳ trong hai năm, nghiên cứu về quân sự và công nghiệp đồng thời tìm hiểu về người Mỹ và lối sống của họ. Ông cũng có một thời gian ngắn học tại đại học Harvard. Với những gì đã thấy, Kuribayashi nhận ra được tiềm lực công nghiệp vượt trội của Hoa Kỳ. Ông đã từng viết cho vợ mình "Nước Mỹ là nước cuối cùng Nhật muốn đánh". Sau khi trở về Tokyo, ông được phong hàm Thiếu tá và sau đó được bổ nhiệm làm tùy viên quân sự đầu tiên của Nhật tại Canada vào năm 1931. Năm 1933, ông được phong hàm Trung tá.
Trước chiến tranh, Kuribayashi là một nhà thơ nổi tiếng. Trong thời gian phục vụ tại ban tham mưu Lục quân Đế quốc Nhật Bản từ 1933-1937, ông đã viết lời thơ cho nhiều bài quân nhạc. Năm 1940, Kuribayashi được phong hàm thiếu tướng.

### Thế chiến thứ hai
Tháng 12 năm 1941, Kuribayashi được bổ nhiệm làm tham mưu trưởng tập đoàn quân 23 Nhật Bản tham gia vào cuộc xâm lược Hồng Kông của quân đội Nhật. Năm 1943, ông được phong hàm Trung tướng và được tái bổ nhiệm vào chức chỉ huy Sư đoàn 2 Vệ binh Hoàng gia Nhật Bản, một lực lượng dự bị và huấn luyện. Ngày 27 tháng 5 năm 1944, ông được cử làm tư lệnh Sư đoàn 109. Hai tuần sau đó, ngày 8 tháng 6, ông được thủ tướng Hideki Tojo bổ nhiệm làm tổng chỉ huy toàn bộ các lực lượng trên đảo Iwo Jima để bảo vệ đảo này khỏi cuộc tấn công của người Mỹ. Vào đêm cuối trước khi đến Iwo Jima, ông được đích thân Thiên hoàng Chiêu Hòa tiếp kiến riêng, một vinh dự hiếm hoi đối với người ngoài hoàng gia.

#### Trận Iwo Jima

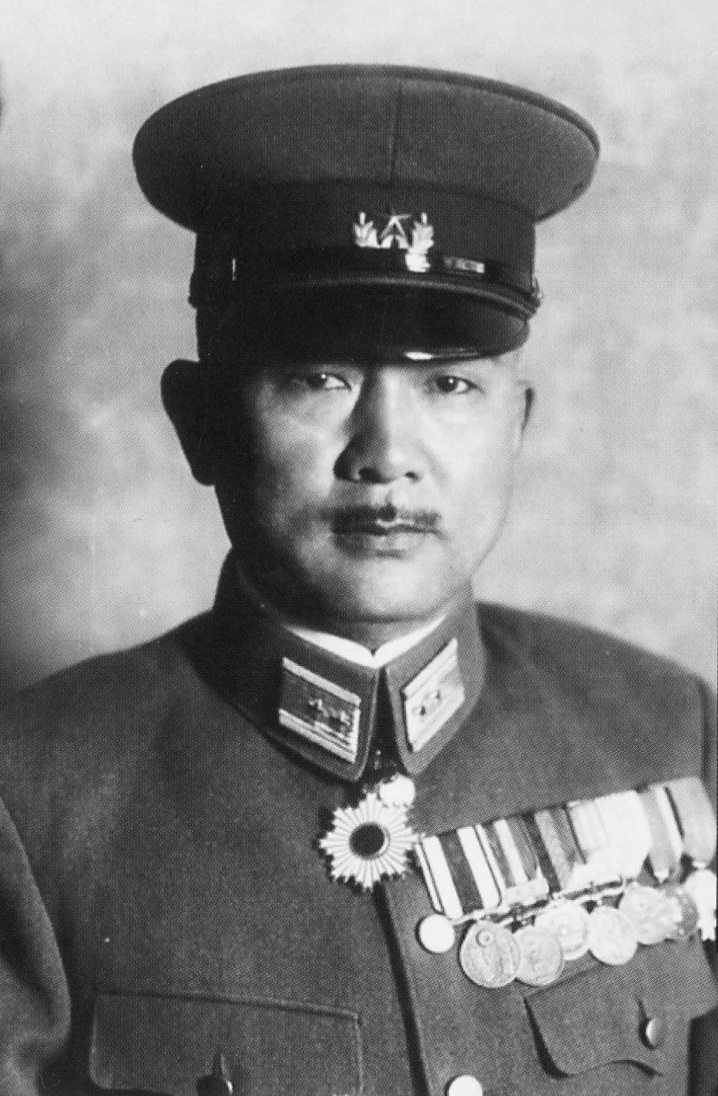
Trung tá kỵ binh Tadamichi Kuribayashi

Tại Iwo Jima, Kuribayashi chỉ huy một lực lượng gồm 21.000 quân nhưng không có không quân và hải quân yểm trợ. Ông biết chắc rằng mình sẽ không thể thắng trận đánh này nhưng ông hi vọng rằng quân Mỹ gặp quá nhiều thương vong tại Iwo Jima sẽ bỏ kế hoạch đánh vào lãnh thổ Nhật Bản.
So với các chỉ huy khác của Nhật, Kuribayashi có một quan niệm phòng thủ khác. Lấy kinh nghiệm từ những thất bại trước đó của quân Nhật tại Thái Bình Dương, ông đề nghị thay vì thiết lập một hệ thống phòng thủ ngoài bãi biển dễ bị hải pháo Mỹ vô hiệu hóa thì nên thiết lập hệ thống phòng thủ chiều sâu với nhiều hang động trong núi và hệ thống địa đạo. Kể từ khi đến Iwo Jima, Kuribayashi đã đi bộ khắp hòn đảo và sáng nào ông cũng dậy lúc 3 giờ 30 phút sáng để thị sát công việc phòng thủ.> Ông đã xây dựng tại đây hơn 18 km (11 dặm) địa đạo, 5.000 hang động và vô số các bunker. Kuribayashi cũng thay đổi quan niệm phòng thủ khi nghiêm cấm quân lính của mình thực hiện những cuộc tấn công tự sát như ở Saipan vì ông biết rằng những cuộc tấn công như vậy chắc chắn sẽ làm hao quân vô ích. Ông cũng đưa cho họ những đặc lệnh phòng thủ Iwo Jima:
| “ | Chúng ta sẽ cống hiến sinh mạng cho sự phòng thủ của Iwo Jima và sự quang vinh của Thiên hoàng - Chúng ta sẽ cầm lựu đạn lao vào xe tăng địch - Chúng ta sẽ thâm nhập vào giữa đội hình địch để tiêu diệt chúng - Mỗi loạt đạn bắn ra đều phải chính xác để giết được kẻ thù - Mỗi người phải diệt 10 kẻ thù trước khi chết - Sau khi chúng ta bị quân thù tràn ngập, sẽ đánh đến người cuối cùng bằng chiến tranh du kích | ” |

Ngày 19 tháng 2 năm 1945, cuộc đổ bộ của quân Mỹ lên Iwo Jima bắt đầu. Chỉ trong ngày đầu tiên, tổng thương vong của quân Mỹ đã lên đến hơn 2.400 người. Thương vong cao đến từ chiến thuật của Kuribayashi là ông chỉ phát lệnh tấn công khi nào bãi biển đã được lấp đầy bởi thủy quân lục chiến Mỹ và các phương tiện vận tải. Ngày 23 tháng 2, núi Suribachi thất thủ. Sáng ngày 4 tháng 3, tướng Kuribayashi báo cáo tình hình chiến sự hai tuần lễ qua bằng vô tuyến điện:

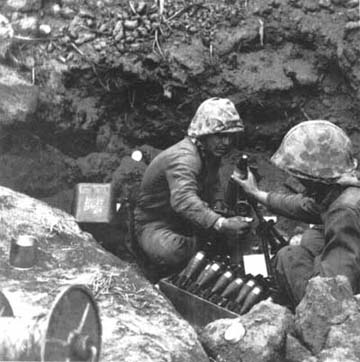
Lính Mỹ sử dụng cối 60 mm tại Iwo Jima

| “ | Các lực lượng của chúng tôi đang tận dụng mọi nỗ lực để tiêu diệt địch. Nhưng chúng tôi đã mất hết đại bác, xe tăng và 2/3 số sĩ quan. Các trận đánh sắp tới sẽ còn gặp nhiều khó khăn hơn nữa. Giờ đây, khi Bộ tư lệnh và trung tâm thông tin trên đảo đã bị địch phát hiện, rất có thể chúng tôi sẽ đứt liên lạc hoàn toàn với Tokyo. Một số vị trí mạnh vẫn còn có thể kháng cự trong nhiều ngày nữa; nhưng dù cho các vị trí này sụp đổ thì những người còn lại vẫn tiếp tục chiến đấu đến cùng... Chúng tôi rất buồn vì đã không thành công trong việc bảo vệ đảo. Giờ đây, tôi, Kuribayshi tin tưởng rằng quân địch sẽ xâm nhập Nhật Bản từ chính đảo này... Tôi rất hối tiếc khi hình dung những cảnh tượng thảm khốc có thể diễn ra trên đế quốc chúng ta. Nhưng dù sao, bản thân tôi cũng được an ủi nhiều khi thấy các sĩ quan và binh lính của mình đã hi sinh không chút băn khoăn trong cuộc chiến đấu giữ từng tấc đất để chống lại một kẻ thù có ưu thế hơn mình với nhiều xe tăng và hỏa lực oanh kích khủng khiếp ngoài sức tưởng tượng. Khi cái chết của mình đang đến gần, tôi cầu trời ban cho Tổ quốc tôi một tương lai tốt đẹp... Tôi muốn được gửi lời tạ lỗi với các sĩ quan thượng cấp và đồng cấp của tôi, vì đã không đủ sức chặn đứng cuộc xâm nhập kẻ thù. Tôi tin chắc rằng Tổ quốc ta sẽ không bao giờ sụp đổ, linh hồn tôi sẽ luôn luôn tấn công địch để bảo vệ những đất đai của đế quốc vĩnh cửu. Tôi sẽ rất mãn nguyện nếu những báo cáo chính chiến sự và những điều lưu ý mà chúng tôi gửi bằng điện tín có thể giúp ích cho các chiến thuật quân sự và các kế hoạch huấn luyện trong tương lai. | ” |
|   | |   |

Tuy nhiên những cuộc chiến đấu của quân Nhật vẫn kéo dài cho đến gần cuối tháng 3 mới chấm dứt. Quân Nhật tại Iwo Jima ngày càng rơi vào bi kịch khi lương thực, đạn dược và nhất là nước uống cạn kiệt. 5:35 chiều ngày 16 tháng 3, Kuribayashi điện về Tokyo lần cuối cùng: 
| “ | Chiến cuộc sắp tàn, không phải vì tinh thần hi sinh cố gắng của quân đội Thiên Hoàng tàn lụi, mà vì chúng tôi không còn cả súng đạn lẫn lương thực. Nước uống đã hết từ năm ngày nay. Tất cả những người còn lại sẽ tiến hành cuộc tổng tấn công cuối cùng. Tôi nghĩ rằng Nhật Bản sẽ không an toàn, nếu không chiếm lại đảo này. Tôi hi vọng linh hồn tôi sẽ dẫn đường cho cuộc tấn công trong tương lai. Cầu trời ban cho Tổ quốc tôi thắng lợi cuối cùng... | ” |

Bức điện kết thúc với ba bài thơ, với hai câu cuối cùng là:
| “ | Tôi lo lắng cho tương lai đất mẹ Khi cỏ xanh phủ kín xác thân mình | ” |

Ngày 17 tháng 3, một đặc chỉ từ Tổng hành dinh thăng ông lên quân hàm Đại tướng Lục quân tại mặt trận. Cùng trong đêm đó ông hạ lệnh mở cuộc tổng tấn công cuối cùng: "Kể từ 0 giờ 1 phút ngày 18 tháng 3 năm 1945, mọi người sẽ chiến đấu đến chết, không ai được lo giữ tính mạng của mình". Bắt đầu từ đó, các sĩ quan Nhật trên đảo, cả lục quân và hải quân đều chuẩn bị cho binh lính mình thực hiện những cuộc tấn công tự sát.
Đêm ngày 23 tháng 3 năm 1945, Kuribayashi gửi bức điện tín sau cùng đến Thiếu tá Hori Yoshitaka, người chỉ huy trạm vô tuyến tại Chichi Jima vợi nội dung, "Vĩnh biệt các sĩ quan và mọi người tại Chichi Jima – lời vĩnh biệt từ Iwo." Thiếu tá Hori sau đó đã cố liên lạc lại với Kuribayashi trong ba ngày sau đó nhưng không bao giờ nhận được trả lời.
Cái chết của Kuribayashi vẫn còn là điều bí ẩn vì thi thể ông không hề được tìm thấy. Có thể Kuribayashi đã tử trận khi chỉ huy cuộc tấn công tự sát cuối cùng vào ngày 25 tháng 3. Một tài liệu khác miêu tả cái chết của ông như sau: sáng ngày 27 tháng 3, tướng Kuribayashi ra khỏi hang cùng với đại tá Kaneji Nakane, sĩ quan tham mưu. Ông hướng về phía Bắc (hướng Hoàng cung), gập mình chào ba lần rồi rút gươm mổ bụng tự sát. Đại tá Nakane giúp tướng Kuribayashi hoàn tất nghi lễ bằng cách dùng gươm chém đầu vị tướng rồi mai táng thượng cấp của mình.

Theo Kuribayashi Taro, 
"Cha của tôi cho rằng là một sự nhục nhã nếu xác của ông ấy bị kẻ thù tìm thấy sau khi ông chết, do đó ông đã kêu hai người lính cùng đi với ông, một người đi trước và một người đi sau, trên tay mỗi người cầm một cái xẻng. Khi nào ông chết, hai người này có nhiệm vụ phải chôn ông. Có vẻ như cha tôi và những người lính đó đã bị tử trận bởi đạn pháo và ông đã được chôn dưới chân một cái cây tại làng Chidori, dọc bờ biển gần núi Osaka. Tướng Smith đã dành cả ngày để tìm xác cho cha tôi và tổ chức lễ tang cho ông để bày tỏ sự tôn trọng nhưng bất thành."
Người Mỹ tuyên bố Iwo Jima an toàn kể từ ngày 26 tháng 3 năm 1945, sau khi đạt đến con số thương vong khủng khiếp là 6.821 người chết và 19.189 người bị thương. Trong số khoảng 22.000 quân bố phòng Nhật, 20.703 người đã chết trong khi chiến đấu hoặc do tự sát, chỉ có 216 người bị bắt làm tù binh. Trung tướng Hoa Kỳ Holland Smith đã gọi Kuribayashi là "đối thủ đáng gờm nhất của chúng ta". Trong hồi ký của mình, tướng Smith viết rằng: "Hệ thống phòng thủ của ông ta (Kuribayashi) vững chắc hơn bất kỳ hệ thống phòng thủ nào mà tôi đã từng chứng kiến tại Pháp trong Thế chiến thứ nhất và của người Đức trong Thế chiến thứ hai. Cách duy nhất để di chuyển là tiến lên, sau mỗi trận pháo kích nghiền nát cả khu vực, và tiêu diệt từng vị trí phòng thủ bằng súng phun lửa, lựu đạn và thuốc nổ. Chúng tôi học được cách thức này sau khi đã phải chịu thương vong nặng nề. Mỗi hang động, công sự và boongke, thủy quân lục chiến và quân Nhật đều phải đánh xáp lá cà cho đến chết."
Khi Kuribayashi chết ở tuổi 53, vợ ông Yoshie khi đó khoảng 40 tuổi. Sau khi chiến tranh kết thúc, bà vẫn ở vậy và phải làm việc vất vả để nuôi dạy các con.

### Các cấp bậc và thời gian
- Sho-i 少尉 (Thiếu úy) - Tháng 5, 1911
- Chu-i 中尉 (Trung úy) - Tháng 7, 1918
- Tai-i 大尉 (Đại úy) - Tháng 8, 1923
- Shosa 少佐 (Thiếu tá) - Tháng 3, 1930
- Chusa 中佐 (Trung tá) - 1933
- Taisa 大佐 (Đại tá) - 1937
- Shosho 少将 (Thiếu tướng) - Tháng 3, 1940
- Chujo 中将 (Trung tướng) - Tháng 6, 1943
- Taisho 将軍 (Đại tướng) - 17 tháng 3 năm 1945

## Điện ảnh
Hình tượng Kuribayashi xuất hiện trong bộ phim Letters from Iwo Jima (Những bức thư từ Iwo Jima), do nam diễn viên người Nhật Watanabe Ken thủ vai. Bộ phim do Clint Eastwood làm đạo diễn kể về trận Iwo Jima thông qua cái nhìn của người Nhật. Eastwood còn là đạo diễn của một bộ phim khác nói về trận Iwo Jima là Flags of Our Fathers (Ngọn cờ cha ông), một bộ phim dựa trên góc nhìn của người Mỹ theo tác phẩm cùng tên của James Bradley và Ron Powers.
Tựa đề ban đầu của bộ phim Letters from Iwo Jima là Lamps Before the Wind, lấy ý tưởng từ dòng thư mà Kuribayashi viết cho con trai ông Taro trước khi trận Iwo Jima diễn ra: "Cuộc sống của cha con giống như ngọn đèn trước gió."